# 유송 무제
송 고조 무황제 유유(宋 高祖 武皇帝 劉裕, 363년 4월 16일(음력 3월 17일) ~ 422년 6월 26일(음력 5월 21일))는 중국 동진의 명장이자 유송의 초대 황제로, 자는 덕여(德輿), 아명은 기노(寄奴)이다.
다른 송나라 왕조와 구별하기 위해서, 유유가 건국한 송나라는 후세의 역사가에 의해 유송(劉宋)이라고 칭해지고 있다.

## 생애
팽성군 팽성현 수여리(彭城 綏輿里, 쉬저우시 동산구(徐州市銅山区)) 출신이다. 남북조시대의 사서 송서에 의하면 그는 전한 고조 유방의 동생 초왕 유교(楚王 劉交)의 21세손이라 한다.
동진 말기 강남에서 손은(孫恩)이 난을 일으키자, 형주의 유력자 환현(桓玄)이 반란의 진정을 핑계로 건강에 들어가 제위를 빼앗자 팽성(彭城)의 하급군인 이었던 유유(劉裕)는 병사를 일으켜 손은과 환현을 무찌르고 동진의 황제 안제(安帝)를 복위시켰다. 유유는 후연의 침공을 격퇴하고, 반란군의 잔당을 소탕한 뒤 북벌을 감행해 후진의 요홍(姚泓)을 멸망시켜, 그 명성과 북부군(北府軍)의 병권을 배경으로 공제(恭帝)로부터 선양을 받아 즉위했다. 건국 후 귀족의 기득권을 보장해 주면서 정권을 안정화 시켰다. 이때부터 하급군인 출신 황제의 무력과 귀족의 정치력이 결합되어 남조의 독특한 사회체제가 시작되었다.
유유는 토단법(土斷法) 등의 경제 정책을 시행하면서 화북에서 온 유랑자들을 강남의 호적에 편입시켜 동진시대의 황적(黃籍), 백적(白籍; 유랑자의 신분증명서를 말한다.)의 구별 철폐를 추진했다. 이로써 토착민과 유랑자 간의 과세의 균등화를 목표로 하였다. 무제는 동시에 군현의 통합을 추진하는 등 경제 재건을 그렸으나 재위 3년 만에 죽었다. 그는 후사를 한문(寒門) 출신의 서선지(徐羲之), 부량(傳亮), 단도제(檀道濟), 사회(謝晦)에게 맡겼다. 그들은 2대 소제(少帝)를 퇴위시키고, 문제(文帝)를 즉위시켰다.

## 가계도

### 부모
- 부 : 효황제 (孝皇帝) 유교(劉翹)
- 모 : 효목황후(孝穆皇后) 조안종(趙安宗)
- 계모 : 효의황후(孝懿皇后) 소문수(蕭文壽)

### 후비
- 무경황후(武敬皇后) 장애친(臧愛親, 360년 ~ 408년) - 유송 건국 후 추존.
- 문장황태후(文章皇太后) 호도안(胡道安, 368년~ 409년) - 문제 즉위 후 추존.
- 영양왕태비(營陽王太妃) 장궐(張闕) - 생전 작위는 부인(夫人).
- 수화 손씨(修華 孫氏)
- 수용 왕씨(修容 王氏, ? ~ 432년)
- 미인 원씨(美人 袁氏)
- 미인 여씨(美人 呂氏)
- 미인 손씨(美人 孫氏)
- 수의 부씨(修儀 符氏)
- 요씨(姚氏)

### 황자
1. 황태자 유의부(劉義符) - 영양왕태비 소생. 제2대 소제(少帝)
2. 여릉효헌왕(廬陵孝獻王) 유의진(劉義眞, 407년 ~ 424년) - 수화 손씨 소생.
3. 의도왕(宜都王) 유의륭(劉義隆) - 문장황태후 소생. 제3대 황제 문제(文帝).
4. 팽성왕(彭城王) 유의강(劉義康, 409년 ~ 451년) - 수용 왕씨 소생. 역모의 연루되어 처형당함.
5. 강하문헌왕(江夏文獻王) 유의공(劉義恭, 413년 ~ 465년) - 미인 원씨 소생.
6. 남군왕(南郡王) 유의선(劉義宣, 415년 ~ 454년) - 미인 손씨 소생. 역모의 연루되어 처형당함.
7. 형양문왕(衡陽文王) 유의계(劉義季, 415년 ~ 447년) - 미인 여씨 소생.

### 황녀
1. 회계선공주(會稽宣公主) 유흥제(劉興弟, ? ~ 444년) - 무경황후 소생.
2. 오흥소공주(吳興昭公主) 유영남(劉榮男)
3. 광덕공주(廣德公主) - 수의 부씨 소생.
4. 선성덕공주(宣城德公主)
5. 신안공주(新安公主)
6. 오군선공주(吳郡宣公主, ? ~ 476년)
7. 시안애공주(始安哀公主)
8. 의흥공공주(義興恭公主) 유혜원(劉惠媛) - 영양국태비 소생.
9. 예장강공주(豫章康公主) 유흔남(劉欣男, ? ~ 464년)

## 기년
| 무제        | 원년            | 2년        | 3년        |
| ----------- | --------------- | ---------- | ---------- |
| 서력 (西曆) | 420년           | 421년      | 422년      |
| 간지 (干支) | 경신(庚申)      | 신유(辛酉) | 임술(壬戌) |
| 연호 (年號) | 영초(永初) 원년 | 2년        | 3년        |